# Harke Bremer
Harke Bremer (Nes, 30 september 1955 - Kampen, 12 januari 2023) was classicus, docent en vertaler van verhalen in het Fries.
Bremer was leraar Latijn, Grieks, Spaans en KCV aan het Gymnasium Celeanum te Zwolle. Voor zijn vakgebied (vooral het Latijn) was hij mede-auteur van verscheidene lesboeken, waaronder het eindexamenlesboek Latijn 2007/2008. 
Daarnaast was hij ook vertaler in het Fries. Op 17 september 1996 kreeg hij, tegelijk met Jarich Hoekstra, de Obe Postmapriis voor hun gezamenlijke vertaling van de Bommel-verhalen (Het boze oog (It kwea-each) en De bovenbazen (De boppebazen) naar het Fries. Het duo vertaalde ook onder andere de verhalen van Kapitein Rob en Asterix.

## Publicaties
- Hâld faasje (1995) (in het fries). Een leraar tracht door het vertellen van dierenfabels zijn klas enigszins in het gareel te houden.
- Harke Bremer e.a., Quo usque tandem….Catilina, revolutionair of misdadiger?, Emmeloord: Hermaion 1998
- Harke Bremer e.a., Curatius scripsi. Emmeloord : Hermaion, 1991-..
- Libera et impera : Livius over de Romeinse bevrijding en onderwerping van Griekenland. 2002

Benevens een aantal vertalingen in het Fries van een aantal beeldverhalen, vooral van Marten Toonder (Bommelstrips), meestal samen met Jarich Hoekstra, maar ook van toneelschrijvers als Ibsen (In poppehûs/Nora : toanielstik yn trije bedriuwen, 2001).
- Bibsys: 6031078
- Digitale Bibliotheek voor de Nederlandse Letteren: brem007
- International Standard Name Identifier: 0000 0003 6914 4275
- Nederlandse Thesaurus van Auteursnamen: 069378525
- Virtual International Authority File: 281936067
- WorldCat: E39PBJfcQtJkCphgTxtDg8Rh73